# Aiouea benthamiana
Aiouea benthamiana là một loài thực vật]] thuộc họ Lauraceae. Loài này có ở Brasil, Colombia, và Venezuela.